# Guadalupe Back Country Byway
La Guadalupe Back Country Byway est une route touristique du comté d'Eddy, au Nouveau-Mexique, dans le sud des États-Unis.